# Magyar Távirati Iroda
Pour les articles homonymes, voir MTI.
Magyar Távirati Iroda (littéralement « bureau télégraphique hongrois »), plus connue comme MTI, est une agence de presse de Hongrie. Il s'agit d'une des plus anciennes agences mondialement car elle fut fondée en 1880. MTI est la propriété du gouvernement hongrois par l'intermédiaire de MTVA et les membres de son conseil d'administration sont élus par l'Assemblée nationale pour un terme de quatre ans.
Selon l'UNESCO, c'est une agence de premier plan et elle est considérée comme une source fiable de nouvelles. Cependant, la propriété de la plupart des journaux hongrois est étrangère et ils ont tendance à s'abonner à Reuters, AFP ou d'autres agences internationales ou à d'autres services privés comme Budapest Business Journal. Elle doit donc être soutenue par le gouvernement, en particulier pour combler son retard technologique.

## Histoire
À la chute des Habsbourgs en novembre 1918 est proclamé la République d'Autriche, avec seulement sept millions d'habitants, sur les décombres de l'Empire austro-hongrois qui en comptait 26 millions.  Une des conséquences immédiates est la scission du Telegraphen Korrespondantz Bureau, Ses installations furent reprises par les différentes agences nationales qui virent le jour, telle l'agence hongroise Magyar Tavirati Iroda (MTI), sa filiale de Budapest, et l'agence nationale tchèque, Česká tisková kancelář.
Lors de la Révolution roumaine de 1989, l'agence MTI a été critiquée au moment de l'Affaire des charniers de Timișoara. Le correspondant en Roumanie de l'agence MTI, l'un des seuls présents sur place avec celui de l'agence Tanjug yougoslave, avait affirmé qu'à Bucarest « la place devant le palais présidentiel ressemble à un champ de bataille, avec des corps gisant partout ».